# Allée du Moulin-des-Corbeaux
L'allée du Moulin-des-Corbeaux ou chemin du Moulin-des-Corbeaux, également connu comme chemin de Halage-de-la-Marne, est une voie de Saint-Maurice (France) qui longe la rive droite de la Marne.
L'accès de cette voie revêtue d'une largeur d'environ 3 mètres est limité aux véhicules de service des Voies navigables de France (VNF), aux piétons et aux cyclistes.

## Situation et accès
La voie verte débute à la limite communale de Saint-Maurice sous le pont de Charenton dans le prolongement du chemin de halage de la Marne à Charenton puis enjambe l’embouchure du bras de Gravelle sur la Marne à l’emplacement d’un ancien pont-canal. A cet endroit, on aperçoit le moulin de la Chaussée de l’autre côté de l’autoroute A 4  qui a remplacé le canal de Saint-Maurice comblé au début des années 1950. Le chemin passe à côté de la passerelle-écluse de Saint-Maurice, longe l’autoroute, celle-ci en léger surplomb et séparée par un mur anti-bruit, passe à côté du centre de loisirs de la ville de Saint-Maurice de l'île de l'hospice, de la passerelle de Charentonneau puis sous quatre ponts des bretelles autoroutières  de l'A 86 et rejoint la place de l’Écluse par un court tronçon à l’emplacement du chemin de halage de l’ancien canal.
Il fait partie de l’itinéraire cyclable départemental du Val-de-Marne n° 2 de Paris aux bords de Marne prolongé, en aval, par la voie verte du quai de Charenton puis, au-delà de la porte de Bercy, par la piste cyclable du quai de Bercy à Paris, en amont, par les quais de la rive gauche,.

## Origine du nom
Son nom est lié à un ancien moulin qui était situé au bord de l’île des Corbeaux proche de son extrémité, le Moulin à farine dit Moulin des Corbeaux, dont l'existence remonte peut-être au XVIIe siècle.

## Historique
Avant 1910, le cours de la Marne entre Charenton à Saint-Maur-des-Fossés, parsemé d’un chapelet d’îlots  était difficilement navigable.
La plupart de ces ilots ont été réunis en une digue entre la Marne et le canal de Saint-Maurice ouvert en 1864. La construction de ce canal s'est accompagnée de la régularisation d’un bras secondaire de la Marne, le bras de Gravelle entre la ville et le canal. Le bras de Gravelle passait sous deux ponts-canaux à l'emplacement de l'actuelle autoroute.

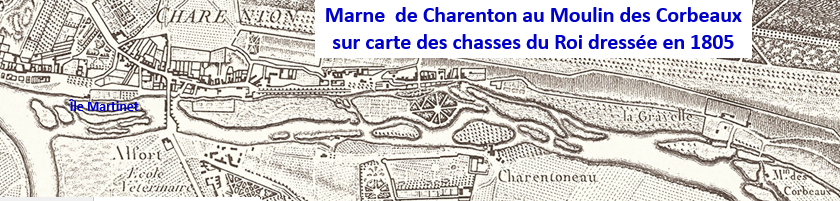
Marne de Charenton à Saint-Maur en 1805.

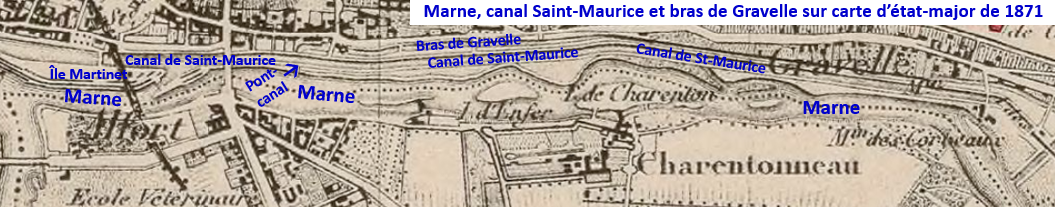
Marne de Charenton à Saint-Maur en 1871 après l'ouverture du canal de Saint-Maurice.

La création d’un chemin de halage au bord de la Marne date de l’ouverture à la navigation de cette partie de la rivière avec  la création de l’écluse de Saint-Maurice en 1910 et l’ouverture du port de Bonneuil en 1917. Le comblement du canal au début des années 1950 et son remplacement par la route nationale 4 en 1954 puis par l’autoroute A 4 ont bouleversé le site.
Le chemin est devenu un parcours cyclable à la fin du xxe siècle.
La voie verte est reliée par deux passerelles sur l'autoroute A4 à la rue du Maréchal-Leclerc à Saint-Maurice  et à Maisons-Alfort par deux autres passerelles sur la Marne, la passerelle de l'écluse de Saint-Maurice et la passerelle de Charentonneau.

## Lieux de mémoire
- Le moulin des Corbeaux[4],[5] et l'île éponyme[6].
- L'acteur Jean-Paul Belmondo y vécut[7],[8].